# Wang Xiao (calciatore 1979)
Wang Xiao (王霄S, Wáng XiāoP; Shenyang, 30 agosto 1979) è un calciatore cinese, di ruolo difensore.